# Bertil Lilliehöök (1870–1967)
Bertil Lilliehöök, född 23 juni 1870 i Ovansjö i Gävleborgs län, död 27 maj 1967 i Kallhäll i Stockholms län, var en svensk militär (överste).

## Biografi

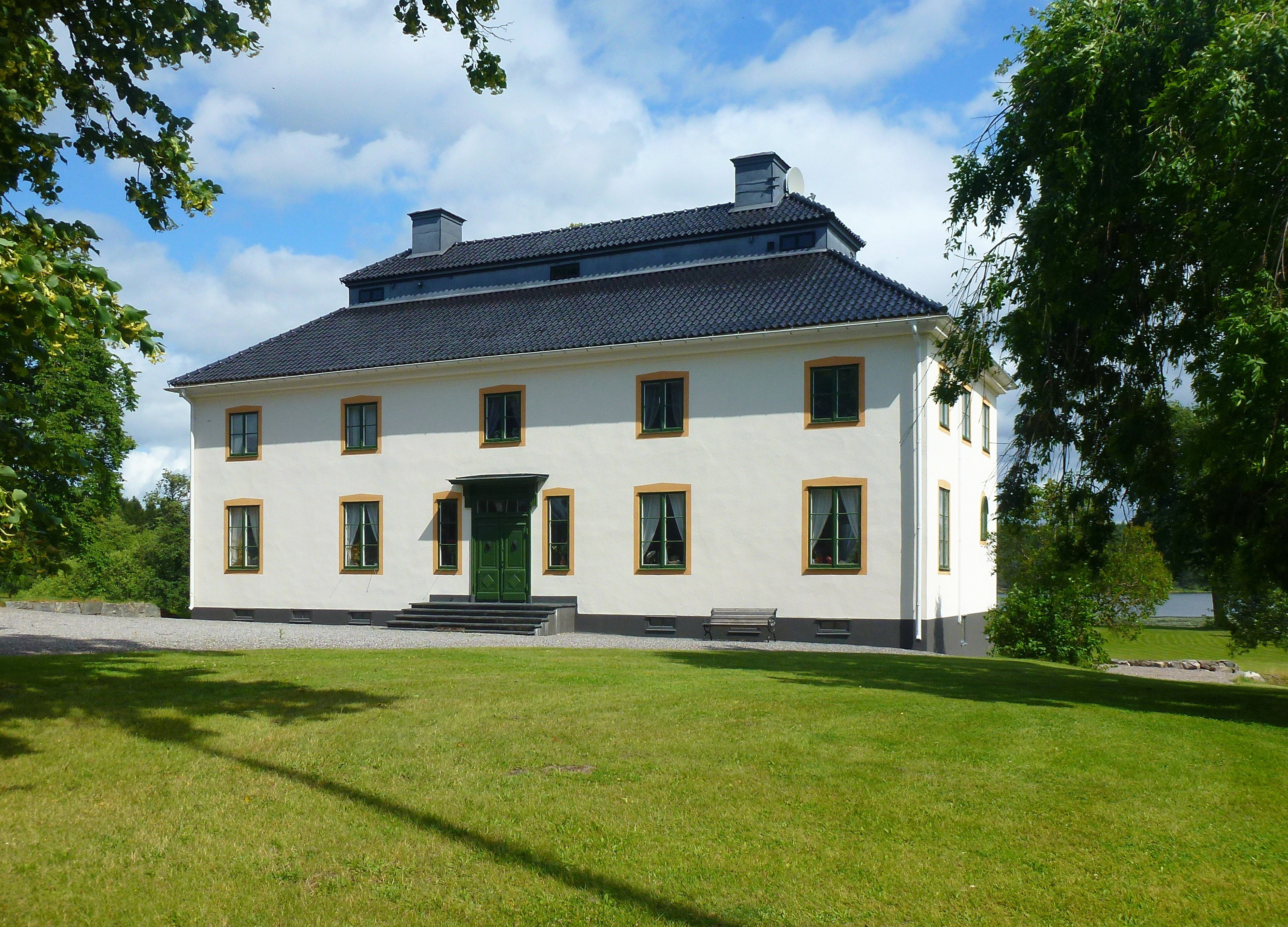
Molnsättra gårds huvudbyggnad.

Lilliehöök avlade officersexamen 1891. Han blev underlöjtnant vid Svea artilleriregemente (A 1) 1891, löjtnant 1896 och kapten 1905. Lilliehöök genomgick Artilleri- och ingenjörhögskolans högre artillerikurs 1898 och var repetitör vid Artilleri- och ingenjörhögskolan 1898–1900. Han blev major vid Smålands artilleriregemente (A 6) 1913, överstelöjtnant 1916 och chef för Gotlands artillerikår (A 7) 1919. Lilliehöök blev överste 1922, gick på frivillig övergångsstat 1926 och tog avsked 1930.
Lilliehöök var informationsofficer 1900–1901, adjutant vid fältartilleriskjutskolan 1902 och artilleristabsofficer 1903–1909. Lilliehöök var adjutant vid taktisk kurs. 1904, fältartilleriskjutskolan 1910, taktisk kurs 1911, fältartilleriskjutskolan 1915 och deltog i försök för utvinning av lämplig organisation och utrustning för fältartilleri, särskilt med avseende på norrländska vinterförhållanden (delvis såsom ledare) 1905–1909. Han var biträdande vid utarbetning av signalinstrument för armén 1910 och genomförde studieresa till franska och engelska fronten 1915. Lilliehöök skrev artiklar i tidskrifter och tidningar, företrädesvis i militära ämnen.
Han är begravd på Järfälla kyrkogård.

## Familj

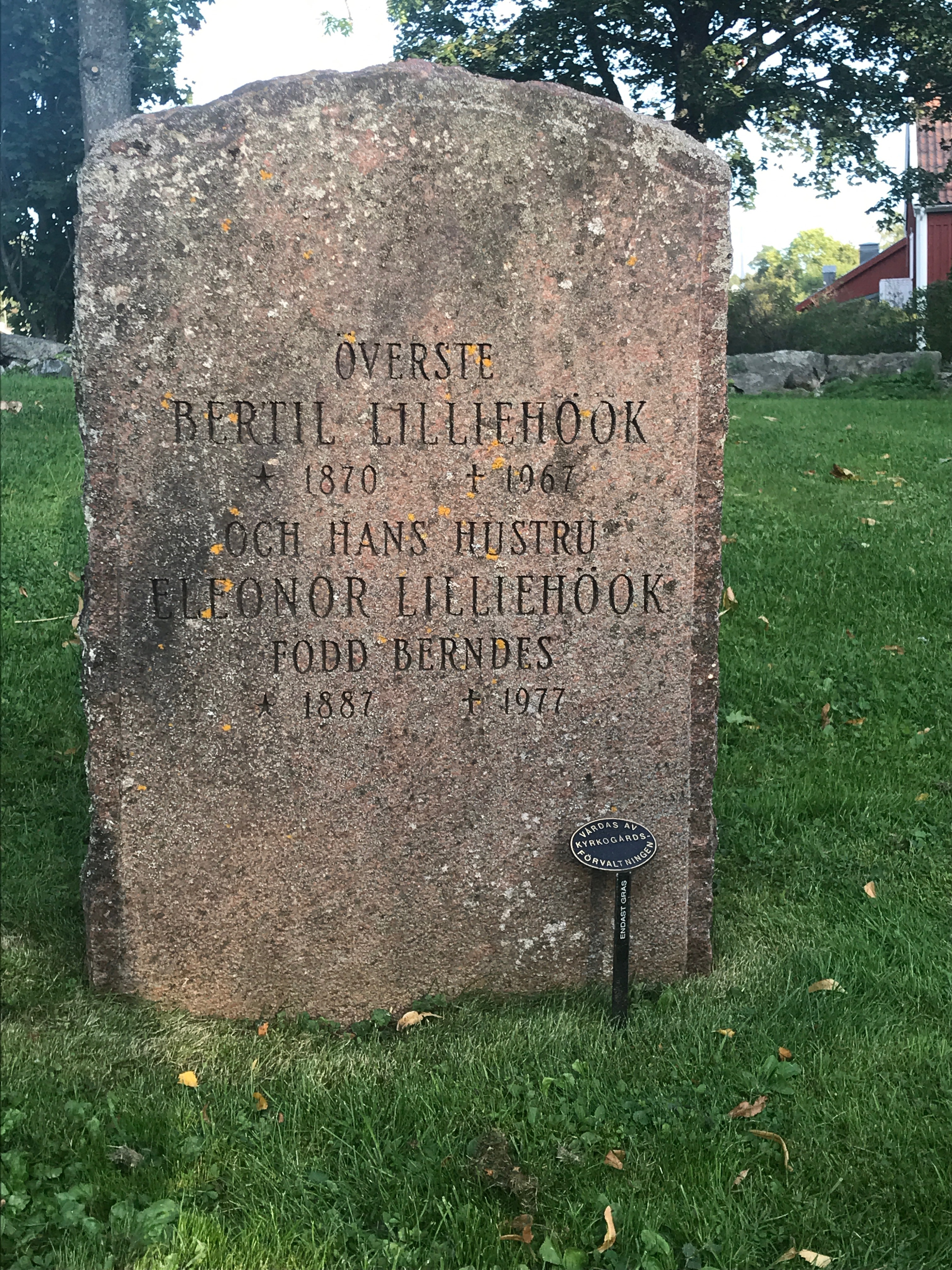
gravvård Järfälla kyrkogård

Lilliehöök var son till major Gösta Lilliehöök och Gunilla Waern samt bror till Gösta Lilliehöök och Lennart Lilliehöök.Lilliehöök gifte sig 1912 med Eleonor Berndes (1887–1977), dotter till bruksägaren Gustaf Berndes och Elin Pettersson. Han är far till Cecilia Gisle (1913–2006, gift med Carl Olof Gisle), Bertil (Bertilsson) (1914–2005), Viveka Reuterswärd (1916–1980), Agneta Ekströmer (1918–2009) och Malcolm (Bertilsson) (född 1922). Familjen var bosatt på Molnsättra gård i Kallhäll.